# (3480) Abante
(3480) Abante est un astéroïde de la ceinture principale.

## Description
(3480) Abante est un astéroïde de la ceinture principale. Il fut découvert le 1er avril 1981 à la station Anderson Mesa par Edward L. G. Bowell. Il présente une orbite caractérisée par un demi-grand axe de 3,04 UA, une excentricité de 0,28 et une inclinaison de 3,8° par rapport à l'écliptique.

## Compléments